# Галлер, Лев Михайлович
Лев Миха́йлович Га́ллер (нем. Leo Julius Alexander Philipp von Haller; 17 [29] ноября 1883 — 12 июля 1950) — советский военно-морской деятель, адмирал (4 июня 1940 года).

## Биография
Родился в семье начальника Выборгского крепостного инженерного управления полковника Михаила Фердинандовича фон Галлера и дочери пастора Юлии Паукер (в браке с 1866 года). Дворянин в третьем поколении. В семье было пять дочерей и два сына — Лев и Вернер Карл Эрнст. Вероисповедание — лютеране. В детстве жил с семьёй по новым местам службы отца — в Кронштадте, Очакове, Санкт-Петербурге.
С отличием окончил Тифлисскую гимназию и 1 сентября 1902 года по экзамену зачислен в младший специальный класс Морского кадетского корпуса. В кампанию 1903 года — 92 дня плавания на учебном судне «Верный» под командованием капитана 1 ранга С. А. Воеводского. Кампания 1904 года — плавание на крейсерах «Адмирал Корнилов» и «Вестник». Старший унтер-офицер 3-й роты.

### Карьера в Российском флоте
21 февраля 1905 года выпущен мичманом из Морского кадетского корпуса (Высочайший приказ по Морскому ведомству № 594). В приказе он именуется «Фон-Галлер». По старшинству выпуска — 26-й из 121-го выпускника. 27 апреля 1905 года был назначен вахтенным начальником крейсера 2 ранга «Азия» (командир капитан 2 ранга А. А. Баженов) в плавании по Балтийскому морю.
В 1906 году — мичман 12-го флотского Ея Величества Королевы эллинов экипажа. Принимал участие в походе в Эстляндскую губернию в составе 1-го морского батальона капитана 2 ранга О. О. Рихтера. С 6.12.1905 по 9.3.1906 года командовал 4-м взводом. В рапорте начальника 4-го военного участка отмечалось: «Того числа (19-го января) мичман Галлер ездил с 10 матросами в имение Коло, где выпорол содержателя корчмы Александра Мосберга за различные угрозы управляющему того имения и крестьянина Ганса Трагова за хранение революционных книжек». И далее: «21 января мичман Галлер с 10-ю матросами ездил в имение Ойзо для розыска оружия в том районе, но ничего не нашёл».
В 1906 году служил вахтенным начальником и исполняющим должность ревизора учебного судна «Генерал-адмирал». С сентября того же года — вахтенный начальник учебного судна «Герцог Эдинбургский», на котором совершил дальний поход в Атлантику и в Средиземное море. С мая 1907 года служил ревизором на линкоре «Слава», затем командовал кормовой артиллерийской башней корабля. В декабре 1908 года произведён в лейтенанты. Во время очередного учебного похода участвовал в спасении пострадавших от катастрофического землетрясения жителей итальянского города Мессина.
В 1912 году окончил Офицерский артиллерийский класс, в том же году произведён в старшие лейтенанты. Продолжил службу младшим артиллеристом линкора «Андрей Первозванный», вскоре стал старшим артиллерийским офицером этого корабля.
Участник Первой мировой войны, с июля 1915 года — флагманский артиллерист бригады линейных кораблей. На борту «Славы» участвовал в артиллерийском бою с отрядом германских линкоров в Ирбенском проливе 8 августа 1915 года. С сентября 1916 года — старший офицер эсминца «Автроил».

### 1917
С января 1917 — старший офицер линейного корабля «Слава», на котором участвовал в Моонзундской операции. Капитан 2-го ранга (1917).
С октября 1917 года — командир эскадренного миноносца «Туркменец Ставропольский», с командой которого перешёл на сторону большевиков после Октябрьской революции.

### Карьера в Советском флоте
Участвовал в Ледовом походе Балтийского флота в феврале — мае 1918 года. С июля 1918 года командовал эскадренным миноносцем «Мечеслав», с февраля 1919 года — крейсером «Баян». С апреля 1919 года — командир линейного корабля «Андрей Первозванный», находящегося на ремонте. Участвовал в подавлении мятежа в июне 1919 года, подавив огнём с моря береговую артиллерийскую батарею форта «Красная Горка». 18 августа 1919 года корабль под его командованием был повреждён английскими торпедными катерами в ночном набеге на Кронштадт (1 попадание торпеды ниже ватерлинии) и до конца войны восстановлен не был.
С апреля 1920 года был начальником штаба отряда действующих судов Балтийского моря. С сентября 1920 года — начальник минной дивизии. С января 1921 года — начальник штаба Морских сил Балтийского моря. Служил им до октября 1925 года, когда его направили учиться на курсы.
В 1926 году окончил академические курсы при Военно-морской академии. По их окончании в апреле 1926 года вернулся на должность начальника штаба Морских сил Балтийского моря.
С ноября 1927 года — командир дивизии линейных кораблей Морских сил Балтийского моря (в 1930 года сведена в бригаду линкоров). На этом посту выполнил важное правительственное задание: будучи назначен командиром Практического отряда Морских сил Балтийского моря, возглавил и успешно провёл первый в СССР переход крупных кораблей (линкор «Парижская Коммуна» и лёгкий крейсер «Профинтерн») из Кронштадта в Севастополь в ноябре 1929 — январе 1930 года, выдержав при этом небывалый по силе шторм в Бискайском заливе. С марта 1932 года — командующий Морскими силами Балтийского моря (с 1935 года — Балтийский флот). С введением в РККА персональных званий — флагман флота 2 ранга (20.02.1936).
С января 1937 года — заместитель Начальника Морских сил РККА. С января 1938 года — начальник Главного морского штаба. С октября 1940 года — заместитель Народного Комиссара ВМФ по кораблестроению и вооружению.
Во время Великой Отечественной войны руководил разработкой и строительством новых кораблей флота.
С февраля 1947 года — начальник Военно-морской академии кораблестроения и вооружения имени А. Н. Крылова.
19 декабря 1947 года вместе с адмиралами Н. Г. Кузнецовым, В. А. Алафузовым и Г. А. Степановым по доносу  контр-адмирала В. И. Алфёрова был предан «суду чести» по обвинению в том, что в 1942—1944 годах они передали Великобритании и США материалы по высотной парашютной торпеде, образцы этого оружия, карты двух островов и южного побережья Камчатки. Суд чести признал их виновными и передал дело в Военную коллегию Верховного суда СССР. 3 февраля 1948 года был приговорён к 4 годам лишения свободы по пункту 17-а статьи 193 Уголовного кодекса РСФСР. 10 февраля был лишён воинского звания «адмирал».
20 февраля 1950 года был помещён в Казанскую психиатрическую больницу МВД СССР, а 12 июля скончался. Точное место захоронения Галлера неизвестно, в октябре 1999 года на Арском кладбище установлен кенотаф.
В 1953 году реабилитирован, а 13 мая этого года был посмертно восстановлен в воинском звании «адмирал».

## Награды

### Награды Российской империи
- Орден Святого Станислава II степени с мечами (1916 год)
- Орден Святой Анны III степени (1913 год)
- Орден Святого Станислава III степени (1909 год)

### Награды СССР
- Три ордена Ленина (22.02.1938, 16.11.1943, 21.02.1945)
- Четыре ордена Красного Знамени (1933, 21.04.1940, 3.11.1944, 6.11.1947)
- Два ордена Ушакова 1-й степени (25.9.1944, 28.06.1945)
- Орден Красной Звезды (23.12.1935)
- Медали СССР